# Atractus loveridgei
Espèce
Atractus loveridgei est une espèce de serpents de la famille des Dipsadidae.

## Répartition
Cette espèce est endémique du département d'Antioquia en Colombie. 

## Étymologie
Cette espèce est nommée en l'honneur d'Arthur Loveridge.

## Publication originale
- Amaral, 1930 : Two new snakes from Central Colombia. Bulletin of the Antivenin Institute of America, vol. 4, p. 27-28.